# Teresa Carnero i Arbat
Teresa Carnero Arbat és una historiadora valenciana i militant del PSPV. És doctora en Geografia i Història i catedràtica d'Història Contemporània en la Universitat de València. Inicialment el seu treball va estar dedicat a l'estudi de les relacions entre endarreriment econòmic i expansió agrària a la fi del segle xix. Durant els últims anys la seva investigació s'ha centrat en l'anàlisi de l'avanç de la democratització i el desenvolupament polític durant el primer terç del segle xx. Ha estat Visiting Scholar en el Departament d'Història d'Universitat de Berkeley durant els anys acadèmics 1986/87 i 1992/93. Ha estat directora de l'Institut d'Història de la Institució Valenciana d'Estudis i Investigació (1985-1992), membre del consell de redacció de la revista Debats (1983-1996) i en l'actualitat forma part del consell de redacció de Cahiers d'Histoire. Revue d'histoire critique.
Ha col·laborat a les publicacions Recerques, Historia Contemporánea, Estudis d'Historia Agraria, Ayer, Revista de Estudios Políticos i Revista de Occidente.

## Obres
- Raons d'identitat del País Valencià. Pèls i senyals (1976) amb Dolors Bramon, J.A. Martínez-Serrano, Màrius García Bonafé i Vicent Soler. (Premi Joan Fuster d'assaig, 1976)
- Creixement, politització i canvi social, 1790-1980 (1990) amb Jordi Palafox Gamir.
- Expansión vinícola y atraso agrario. 1870-1900
- Los precios agrícolas durante la segunda mitad del siglo XIX: vino y aceite
- Modernización, desarrollo político y cambio social (1992)
- El reinado de Alfonso XIII (1997)